# Деятель (журнал)
«Деятель» — общественно-литературный журнал трезвеннической направленности, печатный орган «Казанского Общества Трезвости», издававшийся в г. Казани в 1896—1917 гг.; с 1905 г. приобрёл ярко выраженную правомонархическую (черносотенную) политическую окраску.

## Периодичность, язык издания
Заявленная периодичность: 1 — 4 номера в месяц (но, как правило, выходило не более одного номера). Первый номер увидел свет в январе 1896 г. в типографии Императорского Казанского университета, где располагалась и его редакция. Всего было издано 280 номеров (включая соединённые), в том числе: в 1896—1901 гг. — по 12, в 1902—1904 гг. — по 14, в 1905 г. — 21, в 1906 г. — 12, в 1907 г. — 14, в 1908 г. — 13, в 1909—1910 гг. — по 12, в 1911 г. — 14, в 1912—1914 гг. — по 12, в 1915 г. — 14, в 1916 г. — 13, в 1917 г. — 5. Выходил на русском языке.

## Основание, редакторы
Основан как печатный орган «Казанского Общества Трезвости» (КОТ). Одновременно, начиная с 1905 г., он фактически являлся печатным органом Казанского отдела «Русского Собрания» (КОРС), а затем — и «Объединённых монархических обществ и союзов» при КОРС. Ходатайство о разрешении издания журнала возбудил в 1895 г. секретарь КОТ профессор А. И. Александров (будущий ректор Санкт-Петербургской Духовной Академии епископ Анастасий), на которого было возложено его редактирование. Но вскоре А. И. Александров передал свои полномочия председателю Комитета КОТ А. Т. Соловьёву (уже в № 1 за 1896 г. он фигурировал в качестве «за редактора-издателя», но был утверждён в должности только в марте 1897 г.), являвшемуся его редактором и издателем вплоть до мая 1917 г.. Активную помощь в редактировании А. Т. Соловьёву в разное время оказывал профессор Н. Ф. Катанов (существует предположение, что он являлся фактическим редактором журнала с 1896 г. по 1901 г.).

## Направление журнала, содержание, авторы
Выражая позицию КОТ, журнал поддерживал радикальное направление в трезвенническом движении, пропагандируя полный отказ от употребления алкогольных напитков и требуя от государства введения запрета на их производство и продажу. При этом причины самого пьянства усматривались, главным образом, в растущем отчуждении людей от Бога и их отказе от традиционно-христианских норм жизни, что определило консервативную направленность деятельности КОТ и редакционной политики журнала.
Стабильный выпуск издания во многом был обусловлен тем, что А. Т. Соловьёв (избранный впоследствии также председателем Совета КОРС) долгое время являлся руководителем типографии Императорского Казанского университета, где, главным образом, и издавался журнал (кроме этого, в разное время он выходил в казанских типографиях А. М. Перова и «Умид»).
В издании «Деятеля» в качестве сотрудников участвовали известные учёные и общественные деятели, журналисты и священники, в том числе: Н. Я. Агафонов (псевдоним — Я. Посадский), А. И. Александров, Е. Ф. Будде, Л. О. Даркшевич, И. М. Догель, Г. Ф. Дормидонтов, Н. П. Загоскин, В. Ф. Залеский, Н. А. Засецкий, М. Я. Капустин, Н. Ф. Катанов, А. В. Нечаев, П. А. Никольский, Н. А. Осокин, Р. В. Ризположенский, И. Н. Смирнов, Е. П. Янишевский и другие.
В журнале публиковали свои научные работы, статьи, проповеди, рецензии и библиографические обзоры: архиепископ Антоний (А. П. Храповицкий), епископ Андрей (князь А. А. Ухтомский) (предположительные псевдонимы: «А. А.»; «А. Ардонский»), епископ Никон (Н. И. Рождественский), профессора И. М. Догель, В. Ф. Залеский, Н. Ф. Катанов, А. В. Нечаев, Е. Ф. Будде, протоиерей А. П. Яблоков, педагог и публицист А. С. Рождествин, священники В. Е. Бетьковский, Н. М. Троицкий, Е. Ф. Сосунцов и другие.
Благодаря составу сотрудников, издание сразу приобрело яркий оттенок академичности. В качестве приложений к журналу и отдельными изданиями КОТ издавало книги А. И. Александрова «Царь-Освободитель: преобразователь и просветитель России Император Александр II», И. А. Ардашева «Развалины Болгар и древние Болгары (по описанию англичанина Э. П. Турнерелли)», К. Ф. Фукса «История Казани» и другие.
Издание занималось популяризацией трезвеннических взглядов о. И. И. Сергиева (Кронштадтского), С. А. Рачинского, Л. Н. Толстого и других, публикуя их проповеди, статьи, обращения, а также — многочисленные материалы о них. Одновременно редакция критиковала общественно-политические и религиозные воззрения деятелей трезвеннического движения, не придерживавшихся консервативных взглядов: например, в № 11 за ноябрь 1901 г. было опубликовано критическое «Открытое письмо Л. Н. Толстому», а в № 12 за декабрь 1912 г. — статья А. Т. Соловьёва «Моя переписка с М. Л. и Л. Н. Толстыми», в которой признавались значительные заслуги писателя в борьбе с пьянством, но осуждалось его увлечение «глупым учением Будды».
Помимо трезвеннической тематики, а также в рамках таковой, на страницах журнала освещались антропологические, экономические, медицинские, образовательные, этнографические, историко-религиоведческие, краеведческие и прочие темы, печатались статистические исследования, отчёты о деятельности КОТ и близких ему по духу организаций. Издание всегда отличала активная гражданская позиция, что, кроме прочего, нашло своё отражение в поддержке деятельности «Общества защиты несчастных женщин в городе Казани», занимавшегося профилактикой и борьбой с проституцией.
В 1902 г. в качестве приложения к журналу была издана брошюра будущего идеолога «христианского социализма» иеромонаха Михаила (П. В. Семёнова) «Обиженные дети (из публичных лекций)». В скором времени издание получило общественное и государственное признание: журнал за 1897 г. и 1904 г. был допущен учёным комитетом министерства народного просвещения в народные библиотеки и читальни.
Значительную часть его объёма составляли обзоры и перепечатки из российских и зарубежных изданий, не доступных в оригинале простому читателю. Будучи специализированным изданием, журнал не пользовался популярностью у широкой публики, но в то же время был хорошо известен и активно востребован общественными организациями, в церковном и научном мире. В 1900 г. в обмен на него получалось 134, а в 1901 г. — 142 «названия журналов и газет», в том числе иностранных (в 1900 г. он рассылался в Берлин, Лозанну, Нью-Йорк, Париж, Софию, Токио и в другие города).
Большая часть тиража направлялась бесплатно и по подписке в населённые пункты (главным образом, сельские), где действовали отделы КОТ и единомышленных ему организаций, в духовные заведения и православные приходы, а затем также — в библиотеки-читальни отделов «Союза Русского Народа» (СРН) и других черносотенных организаций.

## Политическая направленность
В начале 1900-х гг. произошло существенное усиление общественно-политической и религиозно-проповеднической составляющих содержания журнала, заметно увеличилось количество критических публикаций по «еврейскому вопросу» и в отношении антихристианских учений. Так, например, в № 1 за январь 1902 г. в статье за подписью «Я.К-въ» критическому разбору подвергся доклад известного либерала М. Л. Мандельштама «Общественные идеалы Ницше».
В 1904—1905 гг. журнал окончательно обрёл чёткую консервативную направленность, а усиление публицистических тенденций привело к практически полной утрате им прежней академичности. После принятия в декабре 1904 г. — январе 1905 г. решения о создании на базе КОТ первой в г. Казани и Казанской губернии правомонархической организации — КОРС — журнал активно включился в политическую полемику с либеральными и революционными изданиями («Русским Словом», «Волжским Листком» и другими), заслужив у них, благодаря своей откровенной контрреволюционной позиции, репутацию черносотенного и «реакционного» издания.
Начало ей положила опубликованная в № 3 за январь 1905 г. статья о. В. И. Веселицкого «Не прикасайся к помазанным моим», предостерегавшего социалистов и «всех их союзников» от революционной «раскачки» России, в результате чего настанет для них самих «раскачка от русского народа-богатыря, и такая раскачка, какой мир не видел». Вместе с тем, политизация журнала в консервативном духе стала одной из причин раскола в КОТ и закрытия А. Т. Соловьёвым нескольких его отделов, в руководстве которых преобладали либералы.
В журнале публиковались материалы, пропагандировавшие взгляды «Русского Собрания» и других правомонархических организаций, а также статьи, речи и обращения их руководителей, обзоры и отчёты о деятельности КОРС, воззвания к избирателям в Государственную Думу и т. п.
В 1905 г. в качестве бесплатного приложения к журналу его подписчикам высылалась консервативная газета «Русь Православная и Самодержавная», выходившая с июня 1905 в г. Казани под редакцией А. Т. Соловьёва.
После принятого в 1906 г. постановления о том, что члены КОТ должны вступить либо в «Русское Собрание», либо в «Союз Русского Народа», журнал включился в кампанию по созданию на базе отделов общества отделов право-монархических организаций. При этом на всём протяжении своей «черносотенной» истории журнал неизменно придерживался продубровинского направления, отвечавшего взглядам руководства КОРС и действовавших при нём «Объединённых монархических обществ и союзов».
В период противостояния в местном правомонархическом лагере между сторонниками А. Т. Соловьёва и занимавшего жёсткую антидубровинскую позицию профессора В. Ф. Залеского, журнал выступал с резкой критикой последнего. В № 10 за октябрь 1916 г. было опубликовано обращение «От совета монархических съездов» за подписями С. В. Левашова, А. А. Римского-Корсакова, А. И. Дубровина и Н. Е. Маркова, направленное против «Отечественного Патриотического Союза».
Издание настойчиво утверждало мысль о том, что консерватизм является неотъемлемой частью русского национального характера. Как говорилось, например, в статье «Правые и левые», опубликованной в № 5 за май 1916 г.: «Русские люди могут быть только правыми, если русский по имени человек не правый, то это — не русский по своей душе. Движение вперёд, совершенствование — цель жизни русских людей».
Издание активно выступало в защиту преподавания Закона Божья в российских школах, помещало публикации по инородческому вопросу, направленные на защиту православия и интересов русского народа. Одним из постоянных авторов журнала являлся корреспондент «Русского Знамени» о. В. Е. Бетьковский, отец которого в 1850-е гг. входил в кружок священников, группировавшихся вокруг славянофила И. В. Киреевского. В его публикациях проводилась мысль о необходимости немедленного возрождения церковно-приходской жизни и повсеместного участия в ней православного духовенства, а также подвергались резкой критике церковные либералы-«обновленцы» (особенно депутат Государственной Думы четвёртого созыва от г. Казани о. А. В. Смирнов).

## «Деятель» в 1914—1917 гг., прекращение издания

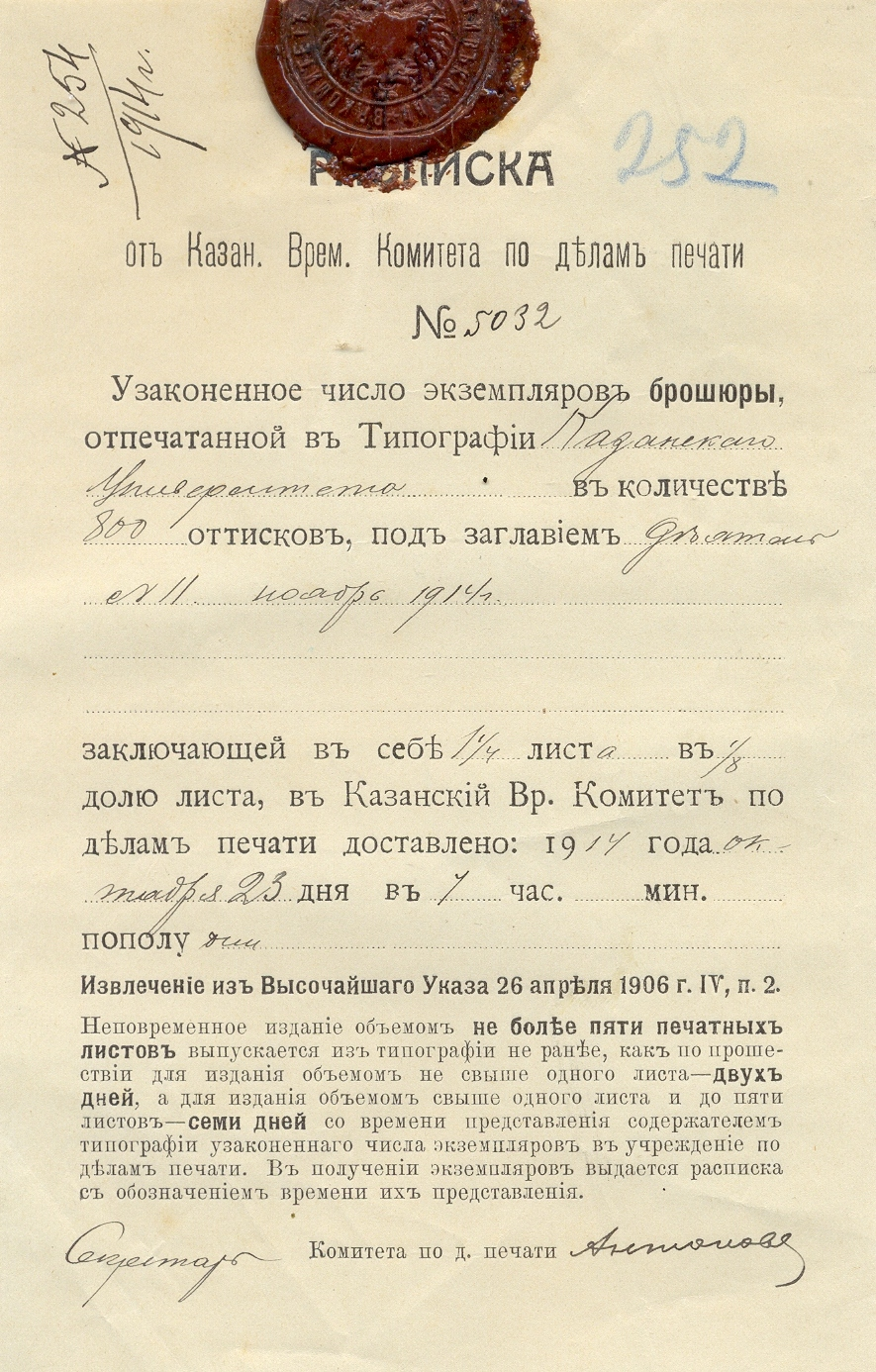
Расписка от Казанского Временного Комитета по делам печати о доставке 800 «оттисков» журнала «Деятель» (г. Казань) (№ 11 за ноябрь 1914 г.)

Во время Первой мировой войны издание активно поддерживало введение и реализацию в г. Казани и Казанской губернии «сухого закона» и активно культивировало национально-патриотические настроения.
После февральской революции 1917 г. журнал отстаивал право на существование КОТ и добивался его представительства в организованном в г. Казани «Комитете общественной безопасности». Однако под давлением революционных обстоятельств его издание вскоре прекратилось.
Последний известный исследователям номер журнала «Деятель» (№ 4 — 5) датирован апрелем — маем 1917 г.. Редакционный архив журнала не сохранился.